# Sciobia algiricus
Sciobia algiricus är en insektsart som först beskrevs av Gogorza 1881.  Sciobia algiricus ingår i släktet Sciobia och familjen syrsor. Inga underarter finns listade i Catalogue of Life.